# Syncalama turneri
Syncalama turneri là một loài bướm đêm trong họ Noctuidae.